# Anschlag in Bagdad 2021
Der Anschlag in Bagdad 2021 war ein terroristischer Sprengstoffanschlag am 21. Januar 2021, den zwei Selbstmordattentäter auf einen Markt im Zentrum der irakischen Hauptstadt Bagdad verübten. Bei dem Anschlag starben 32 Personen, 110 weitere wurden verwundet. Es war der erste Selbstmordanschlag in Bagdad seit 2019 und der schwerste seit drei Jahren.

## Anschlag
Der Anschlag geschah am frühen Morgen auf einem Markt für Bekleidung am Tayaran-Platz im Zentrum der Stadt, welcher aufgrund der COVID-19-Pandemie im Irak erst kurz zuvor wiedereröffnet worden war. Der erste Selbstmordattentäter betrat den Markt und rief, über Bauchschmerzen klagend, um Hilfe. Als sich Passanten um ihn versammelt hatten, ließ er seinen Sprengsatz detonieren. Ein zweiter Selbstmordattentäter sprengte sich in die Luft, als Ersthelfer am Ort der ersten Explosion versammelt waren. 32 Zivilisten wurden getötet und 110 weitere verletzt.

## Täter
Der Islamische Staat reklamierte den Terroranschlag für sich und erklärte, schiitische Muslime seien das Ziel des Angriffs gewesen.

## Folgen und Reaktionen
Die Vereinten Nationen, die NATO, der Golf-Kooperationsrat und die Europäische Union verurteilten den Anschlag.
Am 22. Januar wurde die saudi-arabische Hauptstadt Riad mit Drohnen und Raketen angegriffen, eine irakische Miliz übernahm die Verantwortung und bezeichnete sie als Racheakt für den Selbstmordanschlag in Bagdad am Tag zuvor. Die Regierung Saudi-Arabiens wiederum beschuldigte die Huthi-Rebellen, welche die Verantwortung von sich wiesen.
Am 28. Januar töteten irakische Sicherheitskräfte Abu Yasser al-Issawi, einen hochrangigen Kommandeur des Islamischen Staats, durch einen Militärschlag.